# Ilperveld, Varkensland, Oostzanerveld & Twiske
Ilperveld, Varkensland, Oostzanerveld & Twiske is een Natura 2000-gebied (nummer 92, landschapclassificatie Meren en moerassen) in de Nederlandse provincie Noord-Holland. De aanwijzing op 04 mei 2013 omvat een oppervlakte van 2584 ha verdeeld over de gemeenten Landsmeer, Oostzaan en Waterland, ten noorden van Amsterdam en ten oosten van Zaandam.  Het betreft een groot uitgeveend veenweidegebied.
Het Natura 2000-gebied bestaat uit (van west naar oost, zie ook het kaartje):
- het Oostzanerveld,
- Het Twiske (Oostzaan/Landsmeer) met de Stootersplas,
- het Ilperveld (Landsmeer),
- het Varkensland (Watergangse veld) (Waterland).